# Anabel Quincoces
Anabel Quincoces (Vitoria, 1968) es una artista española que ha trabajado en diversos medios, incluidos las nuevas tecnologías, escultura, vidrio, fotografía, artesanía y vídeo.
Destacan entre sus obras el Bosque de Luz, un espacio público creado en honor a las víctimas del franquismo en Vitoria, y Water Flames (Flowing) en el Museo Artium en 2007, para la que contó con una pieza de vidrio 249, realizada con la técnica de soplado.

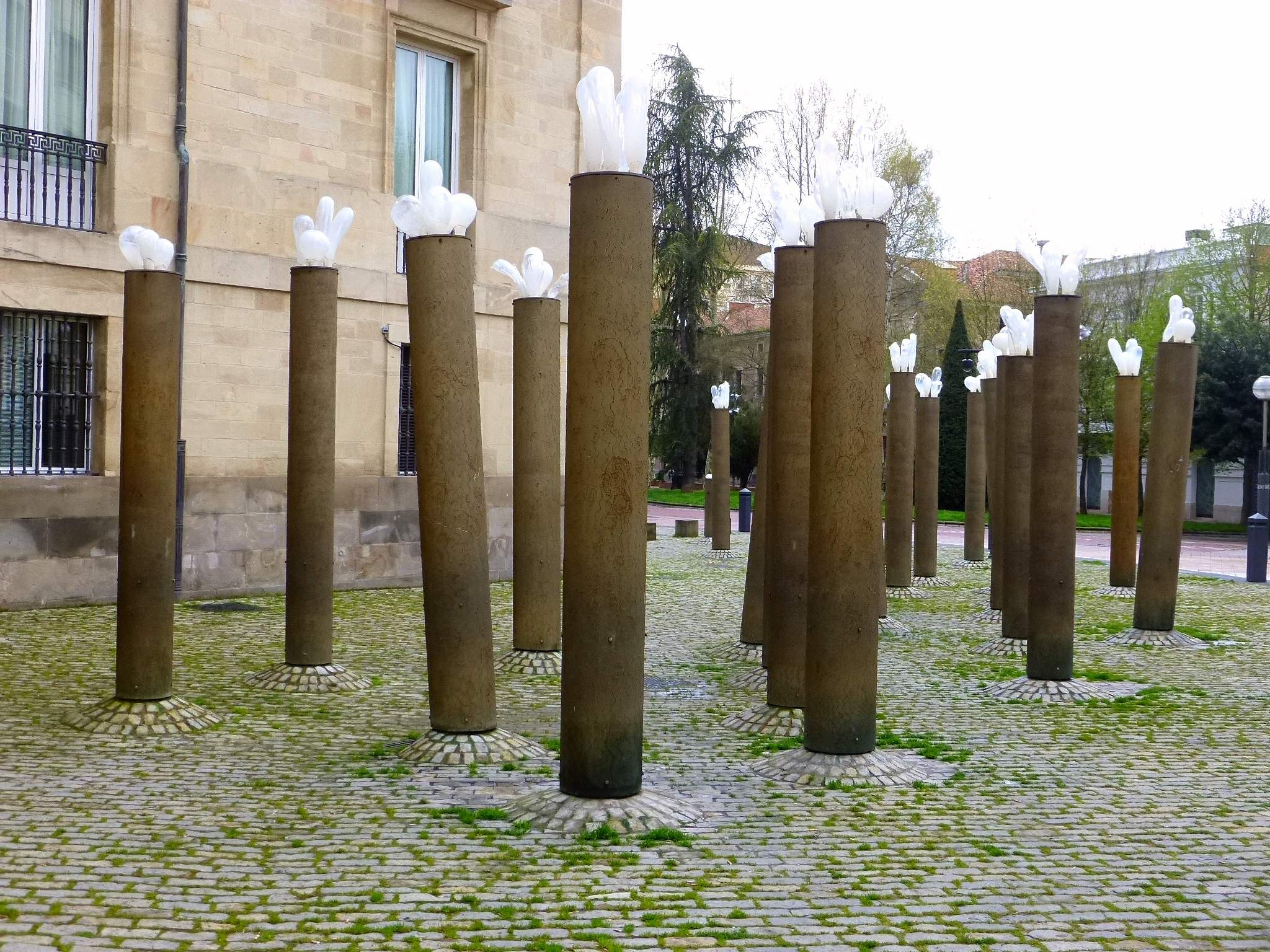
Bosque de Luz, monumento en homenaje a los represaliados por la dictadura franquista en Álava, erigido junto al palacio de la Diputación Foral en 2009

En 2022 Quincoces expone nueve instalaciones escultóricas atravesadas por imágenes de vídeo y pensadas específicamente para el Depósito de Aguas del Centro Cultural Montehermoso con el título Hydra-El fluido traslúcido.